# Análise de caminho
Em estatística, a análise de caminho é usada para descrever as dependências direcionadas entre um conjunto de variáveis. Isso inclui modelos equivalentes a qualquer forma de análise de regressão múltipla, análise fatorial, análise de correlação canônica, análise discriminante, bem como famílias mais gerais de modelos na análise de variância multivariada e análises de covariância (MANOVA, ANOVA, ANCOVA).
Além de ser pensada como uma forma de regressão múltipla com foco na causalidade, a análise de caminho pode ser vista como um caso especial de modelagem de equações estruturais – uma na qual apenas indicadores únicos são empregados para cada uma das variáveis do modelo causal. Ou seja, a análise de caminho é uma modelagem de equações estruturais com um modelo estrutural, mas sem modelo de medição. Outros termos usados para se referir à análise de caminho incluem modelagem causal, análise de estruturas de covariância e modelos de variáveis latentes.
A análise de caminho é considerada por Judea Pearl como um ancestral direto das técnicas de inferência causal.

## História
A análise de caminho foi desenvolvida por volta de 1918 pelo geneticista Sewall Wright, que escreveu sobre isso mais extensivamente na década de 1920. Desde então, tem sido aplicada a uma vasta gama de áreas de modelagem complexa, incluindo biologia, psicologia, sociologia e econometria.

## Modelagem de caminho
Normalmente, os modelos de caminho consistem em variáveis independentes e dependentes representadas graficamente por caixas ou retângulos. Variáveis que são  independentes, e não variáveis dependentes, são chamadas de 'exógenas'. Graficamente, essas caixas de variáveis exógenas ficam nas bordas externas do modelo e têm apenas setas de ponta única saindo delas. Nenhuma seta de ponta única aponta para variáveis exógenas. As variáveis que são apenas variáveis dependentes, ou são variáveis independentes e dependentes, são denominadas 'endógenas'. Graficamente, as variáveis endógenas têm pelo menos uma seta de ponta única apontando para elas.
No modelo abaixo, as duas variáveis exógenas (Ex1 e Ex2) são modeladas como sendo correlacionadas conforme representado pela seta de duas pontas. Ambas as variáveis têm efeitos diretos e indiretos (através de En 1) sobre En2 (as duas variáveis/fatores dependentes ou 'endógenos'). Na maioria dos modelos do mundo real, as variáveis endógenas também podem ser afetadas por variáveis e fatores externos ao modelo (efeitos externos, incluindo erro de medição). Esses efeitos são representados pelo "e" ou termos de erro no modelo.

## Regras de rastreamento de caminho
A fim de calcular validamente a relação entre quaisquer duas caixas no diagrama, Wright propôs um conjunto simples de regras de rastreamento de caminho, para calcular a correlação entre duas variáveis. A correlação é igual à soma da contribuição de todas as vias pelas quais as duas variáveis estão conectadas. A força de cada um desses caminhos contribuintes é calculada como o produto dos coeficientes de caminho ao longo dessa caminho.
As regras para rastreamento de caminho são:
1. Você pode traçar para trás uma seta e depois avançar ao longo da próxima, ou avançar de uma variável para outra, mas nunca para frente e depois para trás. Outra maneira de pensar nessa regra é que você nunca pode passar de uma ponta de flecha para outra ponta de flecha.
2. Você pode passar por cada variável apenas uma vez em uma determinada cadeia de caminhos.
3. Não mais do que uma seta bidirecional pode ser incluída em cada cadeia de caminhos.

### Rastreamento de caminho em modelos não padronizados
Se as variáveis modeladas não foram padronizadas, uma regra adicional permite que as covariâncias esperadas sejam calculadas desde que não existam caminhos conectando variáveis dependentes a outras variáveis dependentes.